# Гарнье, Шарль (архитектор)
Жан Луи Шарль Гарнье́ (фр. Jean-Louis-Charles Garnier, 6 ноября 1825, Париж — 3 августа 1898, там же) — французский архитектор, идеолог и практик эклектического стиля бозар, или стиля второго ампира, историк; автор проекта нового здания Парижской оперы, ныне носящего его имя. Член Института Франции — Академии изящных искусств по классу архитектуры (с 1874; на кресле № 4).

## Биография
Шарль Гарнье родился и вырос на улице Муфтар, сегодня это 5-й округ Парижа). Его отец, кузнец родом из Сен-Кале (Saint-Calais, деп. Sarthe), имевший собственное предприятие сдачи внаём машин на конной тяге, был женат с 1824 года на Фелиси Колль (Félicie Colle), дочери капитана императорской армии.
С 1838 года занимался в школе рисования на улице Расина (rue Racine). С 1840 года работал в мастерской Ж. А. Левейя (J.-A. Léveil), которая скоро закрылась из-за долгов. Затем подмастерьем у Л. И. Леба (Louis-Hippolyte Lebas) и Ж. Андрэ (Jules André). Позже — чертёжником в мастерской Э. Вьоле-лё-Дюка. В 1842 году Гарнье поступил в Школу изящных искусств на улице Бонапарта (rue Bonaparte), где в 1848 году удостоился Гран-при Римской премии. Тема дипломной работы — «Проект консерватории искусств и ремёсел с галерей-выставкой промышленных изделий». С 17 января по 31 декабря 1849 года обучался во Французской академии в Риме, затем длительное время путешествовал по Греции.
После возвращения в Париж Гарнье стал архитектором небольших проектов, возводившихся в короткие сроки. В 1854 году был назначен субинспектором реставрационных работ башни Сен-Жак в Париже; в 1860 году получил место городского архитектора двух парижских округов. Оставался мало известен до 1861 года, когда выиграл конкурс на проект нового здания Парижской оперы. Проект в стиле Второго ампира с веяниями древнеримской архитектуры занял пятое место среди 171 принимавших участие проектов, в результате чего получил шанс участвовать во втором туре. Гарнье выиграл второй тур, и в мае 1861 года, в возрасте 35 лет, он приступил к возведению новой Парижской оперы. Благодаря громадным средствам, предоставленным в его распоряжение, Гарнье имел возможность использовать для отделки здания редкие и дорогостоящие материалы.
В 1864 году он был награждён орденом Почётного легиона. В 1867 году был избран членом-корреспондентом королевского института английских архитекторов. После завершения строительства Оперы Шарль Гарнье стал одним из видных преподавателей архитектуры, участвовал в государственных комиссиях. В 1874 году избран членом парижской Академии изящных искусств.
Похоронен на кладбище Монпарнас.

## Сочинения
Написал множество статей по археологии и архитектуре для различных периодических французских изданий, «Объяснительную записку о храме острова Эгины», а также «Трактат о театре» (Etude sur le thêatre) — книгу, целиком посвящённую постройке театров. Написанная им «Новая Парижская опера» (1876—1877) подробно передаёт историю создания и постройки главного детища архитектора.

## Основные воплощенные проекты

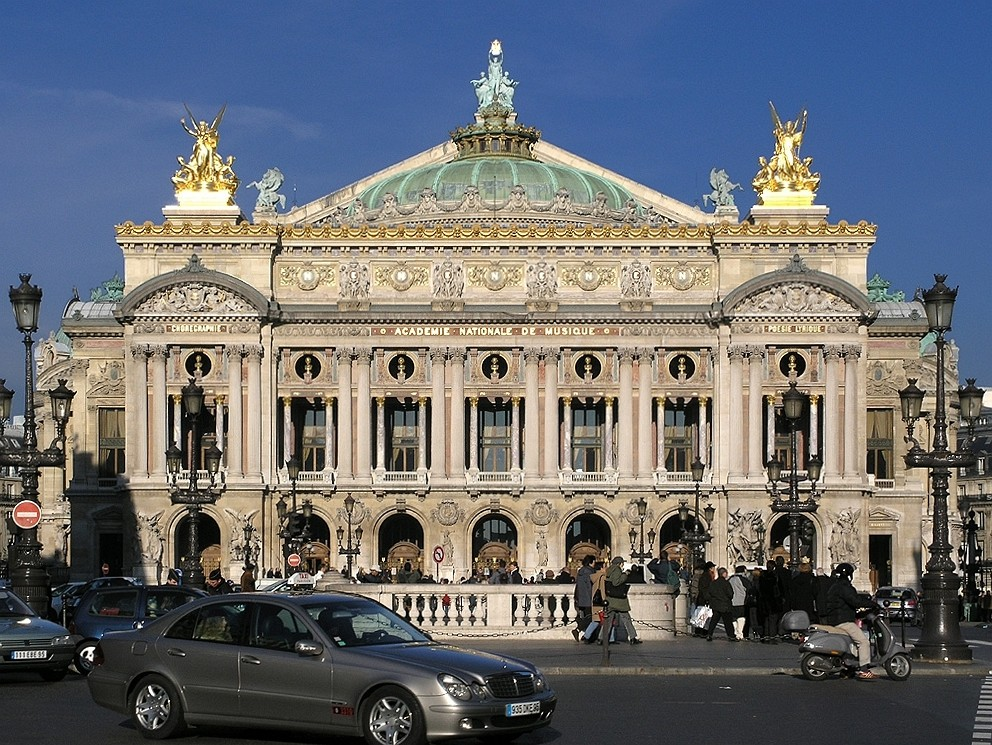
Опера Гарнье

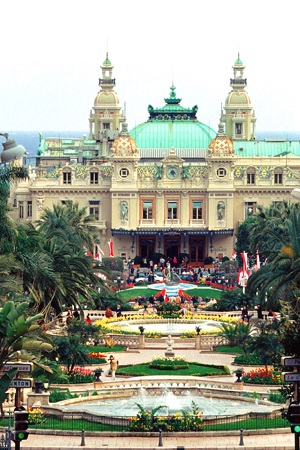
Казино в Монте-Карло

### вПариже
- Опера Гарнье
- Театр Мариньи (Marigny)
- Клуб книгоиздателей; 117, бульвар Сен-Жермен (Saint-Germain)
- Частный особняк на улице доктора Лансеро (Docteur-Lancereaux), прозванный «дом-опера»;
- Надгробие композитора Ж. Бизе на кладбище Пер-Лашез
- Надгробие Жака Оффенбаха на Кладбище Монмартра (1880)
- Ателье Бертье на одноимённом бульваре — место создания декораций для Оперы и хранилище театральных костюмов. Последний реализованный проект архитектора.

### в провинции
- Казино и лечебное заведение тёплых вод Виттель (Vittel)
- Церковь в Ла-Капель (La Capelle)
- Здание обсерватории в Ницце; совместно с инженером Гюставом Эйфелем

### вМонако
- Казино, Опера и Гранд-отель дё Пари в Монте-Карло

### вИталии, городБордигера
- Церковь Террасанта
- Коммунальная школа, впоследствии мэрия
- Вилла Bischoffsheim, переименованная в Etelinda
- Вилла Гарнье (1872)
- Вилла Studio.

## Смерть
Он оставил частную архитектурную практику в 1896 году, но продолжал работать в жюри архитектурных конкурсов и появляться на официальных мероприятиях. В 4 часа утра 2 августа 1898 года он перенес инсульт, находясь дома в Париже, и второй на следующий вечер. Умер 3 августа в 8 часов вечера. Его похоронили на Кладбище Монпарнас.

### Память
После его смерти к западу от Ротонды де Л’Эмперер Дворца Гарнье был установлен общественный памятник, построенный в 1902 году по проекту Жана-Луи Паскаля и увенчанный копией бюста Гарнье, созданного Жаном-Батистом Карпо в 1869 году.